# Noel Ratcliffe
Noel Ratcliffe (Sydney, Australia; 17 de enero de 1945 – 15 de abril de 2024) fue un golfista australiano ganador de dieciséis títulos.

## Carrera
En 1974 Ratcliffe pasó al profesionalismo, y al igual que la mayoría de golfistas profesionales de su país, dividió su tiempo entre el PGA Tour of Australia y el European Tour. En su carrera ganó tres títulos en Australasia y dos em Europa, cuando su mejor año fue en 1978 cuando terminó de 11° por la Order of Merit.
Luego de cumplir los 50 años, pasó a tener mucho éxito en el European Seniors Tour, donde ganó la Order of Merit en el 2000, y logró estar entre los cinco primeros en cuatro ocasiones, además de ganar ocho torneos.

## Títulos

### Aficionado
- New South Wales Medal: 1969, 1974

### Profesional

#### Tour Europeo
| No. | Fecha                | Torneo                             | Marcador              | Margen de victoria | Finalista     |
| --- | -------------------- | ---------------------------------- | --------------------- | ------------------ | ------------- |
| 1   | 11 de junio          | Belgian Open                       | −12 (72-70-72-66=280) | 1 golpe            | Chris Tickner |
| 2   | 16 de agosto de 1987 | Benson & Hedges International Open | −13 (69-70-70-66=275) | 2 golpes           | Ove Sellberg  |

Desempate en el Tour Europeo (0–1)
| No. | Año  | Torneo                             | Rivales                 | Resultado                                                                                   |
| --- | ---- | ---------------------------------- | ----------------------- | ------------------------------------------------------------------------------------------- |
| 1   | 1978 | Benson & Hedges International Open | Neil Coles, Lee Trevino | Trevino ganó con par en el cuarto hoyo Ratcliffe fue eliminado con un par en el primer hoyo |

#### PGA Tour de Australasia
| No. | Fecha                | Torneo                | Marcador             | Margen de victoria | Finalista      |
| --- | -------------------- | --------------------- | -------------------- | ------------------ | -------------- |
| 1   | 6 de febrero de 1977 | South Australian Open | −5 (69-68-77-73=287) | Playoff            | David Galloway |

Desempate en el PGA Tour de Australasia (1–0)
| No. | Año  | Torneo                | Rival          | Resultado                         |
| --- | ---- | --------------------- | -------------- | --------------------------------- |
| 1   | 1977 | South Australian Open | David Galloway | Ganó con birdie en el primer hoyo |

#### Otras Victoria en Australasia
- Australian PGA Assistants Championship: 1974
- Huon Open (Papua New Guinea): 1976

| No. | Fecha                    | Torneo                             | Marcador           | Margen de victoria | Finalista                                   |
| --- | ------------------------ | ---------------------------------- | ------------------ | ------------------ | ------------------------------------------- |
| 1   | 28 de junio de 1997      | Manadens Affarer Seniors Open      | −9 (69-67-68=204)  | 7 golpes           | Steve Wild                                  |
| 2   | 13 de julio de 1997      | Senior German Open                 | −12 (66-69-69=204) | 2 golpes           | David Creamer                               |
| 3   | 3 de septiembre de 2000  | The Scotsman Scottish Seniors Open | −11 (68-72-65=205) | 1 golpe            | Trevor Downing                              |
| 4   | 24 de septiembre de 2000 | TEMES Seniors Open                 | −5 (71-69-71=211)  | 2 golpes           | Maurice Bembridge, Denis O'Sullivan         |
| 5   | 5 de mayo de 2001        | Beko Classic                       | −7 (69-73-67=209)  | 1 golpe            | Terry Gale                                  |
| 6   | 5 de agosto de 2001      | De Vere Hotels Seniors Classic     | −11 (67-71-67=205) | 1 golpe            | Jerry Bruner, Simon Owen                    |
| 7   | 18 de mayo de 2003       | AIB Irish Seniors Open             | −5 (69-69-73=211)  | 1 golpe            | Delroy Cambridge, Martin Gray, Bob Lendzion |
| 8   | 5 de junio de 2005       | AIB Irish Seniors Open (2)         | −6 (71-68-71=210)  | 2 golpes           | Luis Carbonetti                             |

Desempate en el European Seniors Tour (0–2)
| No. | Año  | Torneo                            | Rivales                      | Resultado                                                                                     |
| --- | ---- | --------------------------------- | ---------------------------- | --------------------------------------------------------------------------------------------- |
| 1   | 1996 | Ryder Collingtree Seniors Classic | Malcolm Gregson, David Huish | Huish ganó con par en el primer hoyo                                                          |
| 2   | 1998 | AIB Irish Seniors Open            | Terry Gale, Joe McDermott    | McDermott ganó con birdie en el quinto hoyo Ratcliffe fue eliminado con par en el primer hoyo |

#### Otras Victorias en el Senior Tour
- Australian Senior Open: 1995
- Australian PGA Seniors Championship:[4] 2001
- Polygiene Australian PGA Seniors Championship:[4] 2008

## Resultados en campeonatos major
| Torneo                | 1978 | 1979 | 1980 | 1981 | 1982 | 1983 | 1984 | 1985 | 1986 | 1987 | 1988 |
| --------------------- | ---- | ---- | ---- | ---- | ---- | ---- | ---- | ---- | ---- | ---- | ---- |
| The Open Championship | CUT  | T41  |      | CUT  |      |      |      | CUT  |      |      | T38  |

Nota: Ratcliffe solo jugó en The Open Championship.

     No participó
CUT = No superó el corte (3° ronda en 1978 y 1981 Open Championships)

"T" = Igual

## Apariciones con Equipo
Amateur
- Commonwealth Tournament (representando Australia): 1971
- Eisenhower Trophy (representando Australia): 1972
- Australian Men's Interstate Teams Matches (representando Nueva Gales del Sur): 1970 (campeón), 1971, 1973 (campeón)

Profesional
- Praia d'El Rey European Cup: 1997 (campeón)